# دلسون، کبک
دلسون (به فرانسوی: Delson) شهرکی در منطقه شهری روسیون ناحیه مونترژی در استان کبک کانادا است. در سرشماری سال ۲۰۱۱ این شهرک ۷٬۳۸۲ نفر جمعیت داشته‌است و مساحت آن ۷٫۷۶ کیلومتر مربع است.